# ساموئل گالستیان
ساموئل سورنی گالستیان (ارمنی: Սամվել Սուրենի Գալստյան؛  زادهٔ ۱۳ ژوئیهٔ ۱۹۴۹) کشاورز اهل ارمنستان است.

## زندگی‌نامه
وی در ۱۳ ژوئیهٔ ۱۹۴۹ ‏در کاغتسراشن به دنیا آمد و از دانشگاه ملی علوم کشاورزی ارمنستان (۱۹۶۹–۱۹۷۵) فارغ‌التحصیل گشت. همچنین برندهٔ جوایزی همچون نشان آنانیا شیراکاتسی () و مدال یادبود نخست‌وزیر ارمنستان شده است.